# Proteína do soro do leite

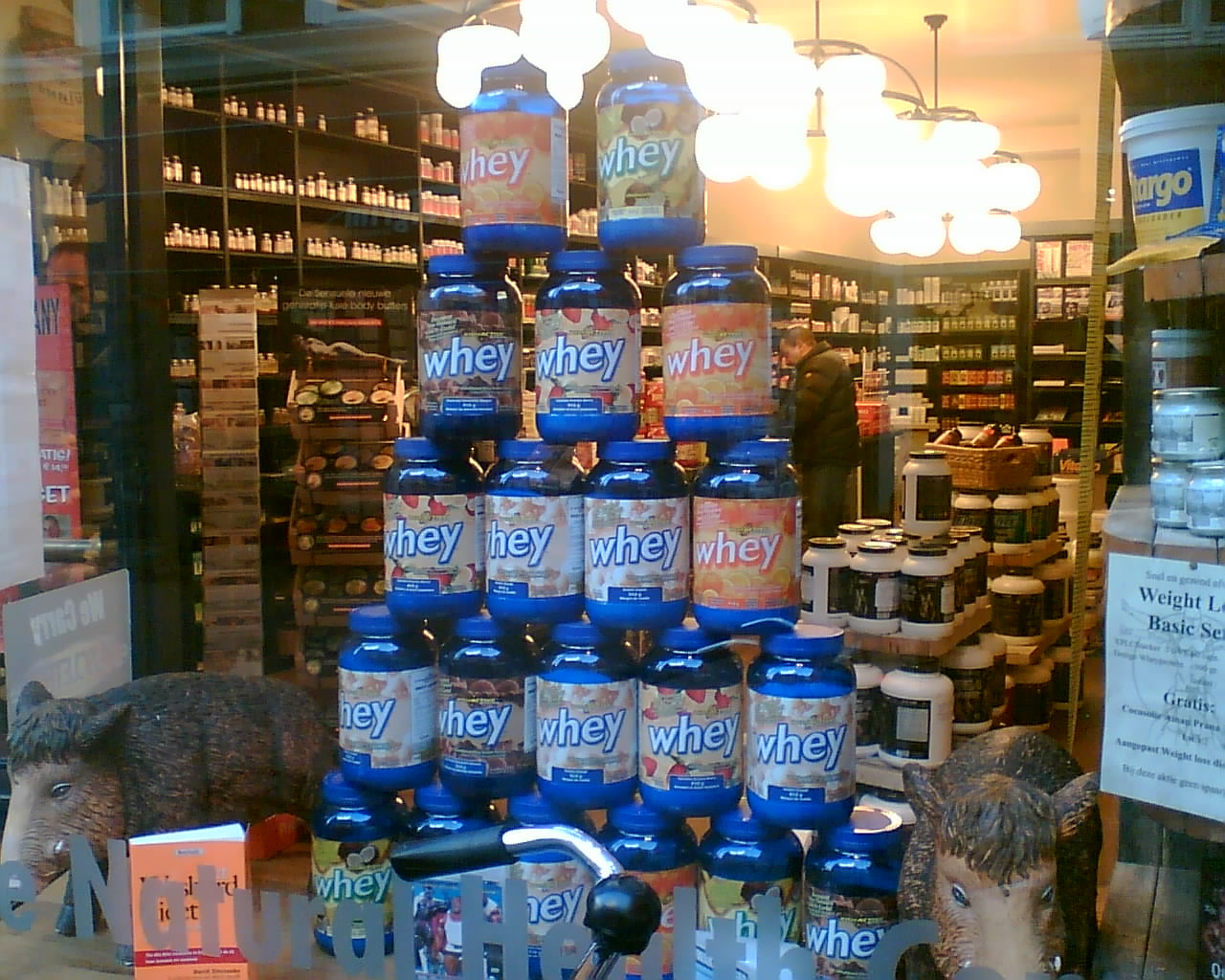
Proteína do soro do leite comercializada enquanto suplemento proteico para musculação.

A proteína do soro do leite é uma mistura de proteínas globulares isoladas a partir de soro de leite, uma substância líquida obtida durante a produção de queijo. Os efeitos da proteína do soro do leite estão atualmente a ser investigados enquanto possível forma de redução do risco ou tratamento complementar de diversas doenças. Alguns ensaios pré-clínicos em roedores sugerem que a proteína do soro do leite pode possuir propriedades anti-inflamatórias ou anti-cancerígenas.
A proteína do soro do leite é geralmente comercializada e ingerida na qualidade de suplemento alimentar. A comunidade de medicina alternativa alega que a substância apresenta vários benefícios para a saúde.
Embora a proteína do soro do leite seja o elemento responsável por algumas das alergias ao leite, os principais alergénios do leite são as caseínas.

## Produção
O soro de leite é o resíduo que resulta da coagulação do leite durante o fabrico de queijo, o qual contém todos os elementos solúveis do leite. Corresponde a uma solução de 5% lactose em água, juntamente com alguns minerais e lactoalbumina. A gordura é então removida e processada para alimentação humana. O processamento pode ser feito através de secagem simples, ou o conteúdo proteico pode ser aumentado através da remoção de lípidos e outros materiais não proteicos. Por exemplo, a secagem por atomização separa as proteínas do soro do leite.
O soro do leite pode ser desnaturado através do calor. Embora a proteína do soro  natural não se agregue durante o coalho ou acidificação do leite, a desnaturação da proteína do soro do leite desencadeia interações hidrofóbicas com outras proteínas e a formação de um gel de proteínas. O soro de leite desnaturado através de calor pode, no entanto, causar alergias em alguns indivíduos.

## Composição
A proteína do soro do leite é o conjunto de proteínas globulares isoladas a partir do soro do leite, um subproduto do queijo fabricado a partir de leite de vaca. No leite de vaca, 20% das proteínas são de soro de leite e 80% caseínas, enquanto no leite humano 60% são proteínas do soro do leite e 40% são caseínas. As proteínas representam apenas cerca de 10% do resíduo seco do soro do leite. Estas proteínas são geralmente uma mistura de betalactoglobulina (~65%), alfalactoalbumina (~25%), albumina do soro bovino (~8%) e imunoglobulinas.

## Principais formas
A proteína do soro do leite apresenta-se geralmente em três formas: concentrado (WPC), isolado (WPI) e hidrolisado (WPH).
- Os concentrados apresentam geralmente (mas nem sempre) níveis reduzidos de gordura e colesterol. No entanto, em comparação com as outras formas de proteína do soro do leite, têm maior número de compostos bioativos e hidratos de carbono na forma de lactose. Os concentrados são 29-89% proteína por volume.
- Os isolados são processados de modo a remover a gordura ou a lactose. No entanto, apresentam níveis também reduzidos de compostos bioativos. Os isolados são >90% proteína por volume.
- Os hidrolisados são proteínas do soro do leite pré-digeridas através de um processo químico e parcialmente hidrolisadas de modo a facilitar o metabolismo, embora o seu custo de mercado seja superior.[8] A proteína do soro do leite bastante hidrolisada pode ser menos alergénica em relação a outras formas da proteína.[10]

## Efeitos na saúde
O uso de proteína do soro do leite enquanto fonte de aminoácidos e o seu papel na redução do risco de doenças cardíacas, cancro e diabetes encontra-se em estudo. O soro do leite é uma fonte rica em aminoácidos ramificados (BCAA), os quais são utilizados para estimular a síntese de proteínas. A leucina, em particular, desempenha um papel essencial ao iniciar a transcrição da síntese de proteínas. Quando a leucina é ingerida em grande quantidade, como no caso dos suplementos de proteína do soro do leite, verifica-se maior estimulação da síntese proteica, o que pode acelerar a recuperação e adaptação ao stress do exercício físico.
A proteína do soro do leite contém o aminoácido cisteína, o qual pode ser usado para produzir glutationa. No entanto, este aminoácido não é essencial para a síntese de glutationa e alguns estudos sugeriram que a quantidade de cisteína na dieta pouco efeito tem na síntese de glutationa. No entanto, outro estudo sugere que uma grande quantidade de proteína do soro do leite pode aumentar os níveis de glutationa nas células. A glutationa é um antioxidante que defende o corpo contra os danos dos radicais livres e algumas toxinas, e alguns estudos em animais sugeriram que as proteínas do leite podem reduzir o risco de cancro.
Um estudo em animais sugeriu que a proteína do soro do leite inibe a aflatoxina, um cancerígeno extremamente potente e a principal causa de lesões pela mitocôndria.

### Problemas de digestão
Algumas pessoas experienciam diversos problemas de digestão após o consumo de proteína do soro do leite em pó. Entre estes estão a acumulação de gases, inchaço da região abdominal, fadiga, dores de cabeça e irritabilidade. Uma das causas possíveis é a intolerância à lactose após a ingestão de concentrado. Quando proteína que não tenha sido digerida se encontra no colón é fermentada pelas bactérias, o que leva à produção de gases e ácidos gordos, entre outros produtos.

### Musculação
Os efeitos dos suplementos de proteína do soro do leite no crescimento muscular após o treino de resistência são controversos. Um estudo demonstrou algum aumento da massa magra do corpo em homens que tomavam suplementos de proteína do soro do leite em relação aos que não tomavam qualquer suplemento, enquanto outro estudo verificou maior aumento de força muscular num grupo que tomava suplementos de proteína do soro do leite em relação a outro grupo que tomava suplementos de caseína. Um estudo concluiu que os jovens adultos que ingeriram suplementos de proteínas durante um programa de resistência estruturado apresentam benefícios pouco significativos ao nível da massa muscular magra e da força. O horário da ingestão de suplementos proteicos pode não ter quaisquer efeitos significativos na força ou composição do corpo. Um estudo em homens mais velhos concluiu que os suplementos de proteína do soro do leite após o exercício melhorava a síntese proteica muscular.
Há evidências científicas que as proteínas ricas em aminoácidos essenciais, aminoácidos ramificados e, em particular, leucina, estão associadas a uma maior síntese proteica muscular, perda de peso, perda de gordura e a uma menor vida da insulina plasmática e dos triglicerídeos. A proteína do soro do leite e a leucina são benéficas para a estimulação da síntese proteica aguda em adultos mais velhos.